# 高千穂鉄道TR-100形気動車
高千穂鉄道TR-100形気動車 （たかちほてつどうTR-100がたきどうしゃ）は、1989年（平成元年）に5両が製造され、2005年（平成17年）の営業休止まで使用された高千穂鉄道の気動車である。本項ではTR-100形と同時に製造され、同じく営業休止まで使用された観光用の内装をもつ高千穂鉄道TR-200形気動車（たかちほてつどうTR-200がたきどうしゃ）についても併せて記載する。

## 概要
1989年（平成元年）4月に日本国有鉄道（国鉄）の特定地方交通線であった九州旅客鉄道（JR九州）高千穂線を第三セクターに転換して開業した高千穂鉄道が開業に際して準備した気動車7両で、一般用のTR-100形5両、観光用のTR-200形2両で構成される。いずれも新潟鐵工所製のNDCと呼ばれるレールバス型気動車の一種で、製造時期が近い松浦鉄道MR-100形、くま川鉄道KT-100形・KT-200形とほぼ同型である。TR-100形、TR-200形の車体、走行装置は同一である。エンジンは、新潟鐵工所製DMF13HSディーゼルエンジンを183 kW（250 PS）に設定して採用した。全車正面貫通式、両運転台、トイレなし、TR-100形はセミクロスシートで車体中央部に4人掛けボックスシート6組があり、TR-200形は観光用途の仕様で、全席ボックスシートである。各車両に愛称がつけられていた。2005年（平成17年）9月の台風による災害で高千穂鉄道全線が不通となり、復旧されることのないまま2008年（平成20年）12月までに全線が順次廃止され、TR-100形、TR-200形も用途廃止となった。TR-200形1両が阿佐海岸鉄道に譲渡されたほか、TR-100形3両、TR-200形1両が沿線で保存されている。
| 形式     | TR-100     | TR-200 |
| 座席     | セミクロス | クロス |
| 定員     | 106        | 100    |
| 座席定員 | 53         | 52     |
| 製造数   | 5          | 2      |

## 車体

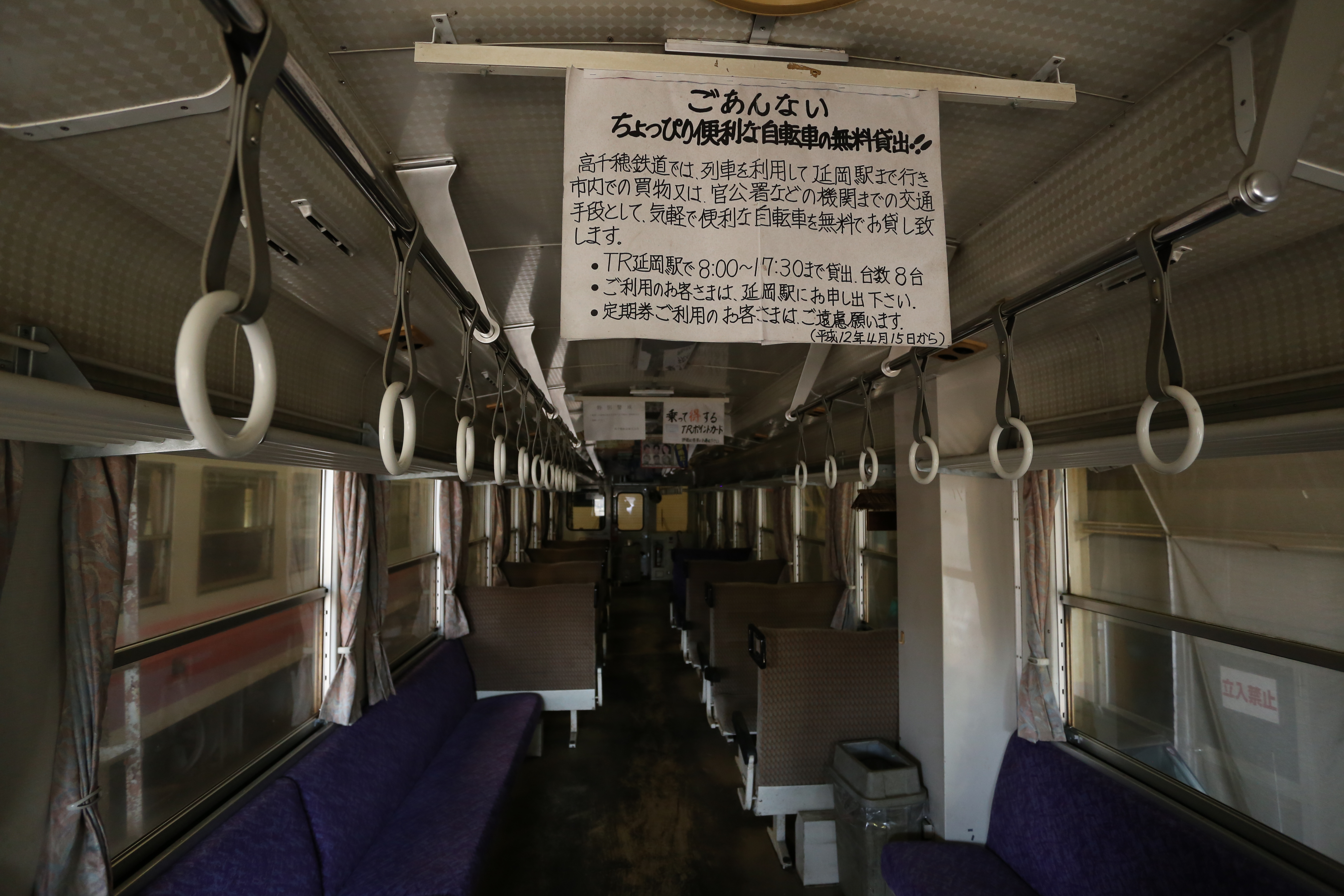
TR-101車内

新潟鐵工所の軽快気動車NDCの一種で、15.8 mの車体を採用した。当時のNDCの標準的仕様であり、製造時期が近い松浦鉄道MR-100形、くま川鉄道KT-100形・200形とほぼ同型である。TR-100形、TR-200形の車体構造は同一である。前面は貫通式、乗務員室は左側で、乗務員用扉は設けられていない。折り戸の客用扉が片側2か所、運転室がない側は車端に、運転室がある側は運転室小窓の直後に設けられた。扉間には上段固定、下段上昇の幅1,200 mmの窓7組が設けられた。運転台室がない側の扉と、客用窓の間に360 mm幅の小窓がある。全車トイレの装備はない。外部塗装は白をベースとし、雲海と川をアレンジした暖色系等のピンク、赤、紫の帯が窓下に巻かれた。

TR-100形はセミクロスシートで車体中央部に4人掛けボックスシートが通路の両側に3組ずつ1組分ずらして配置されている。TR-200形は全席クロスシートで、4人掛けボックスシート12組と、2人掛けシート2組が設けられた。全車ワンマン運転用の機器を備える。TR-200形客室内にはイベント対応としてビデオ、テレビとレーザーディスクによるカラオケ装置が設置された。

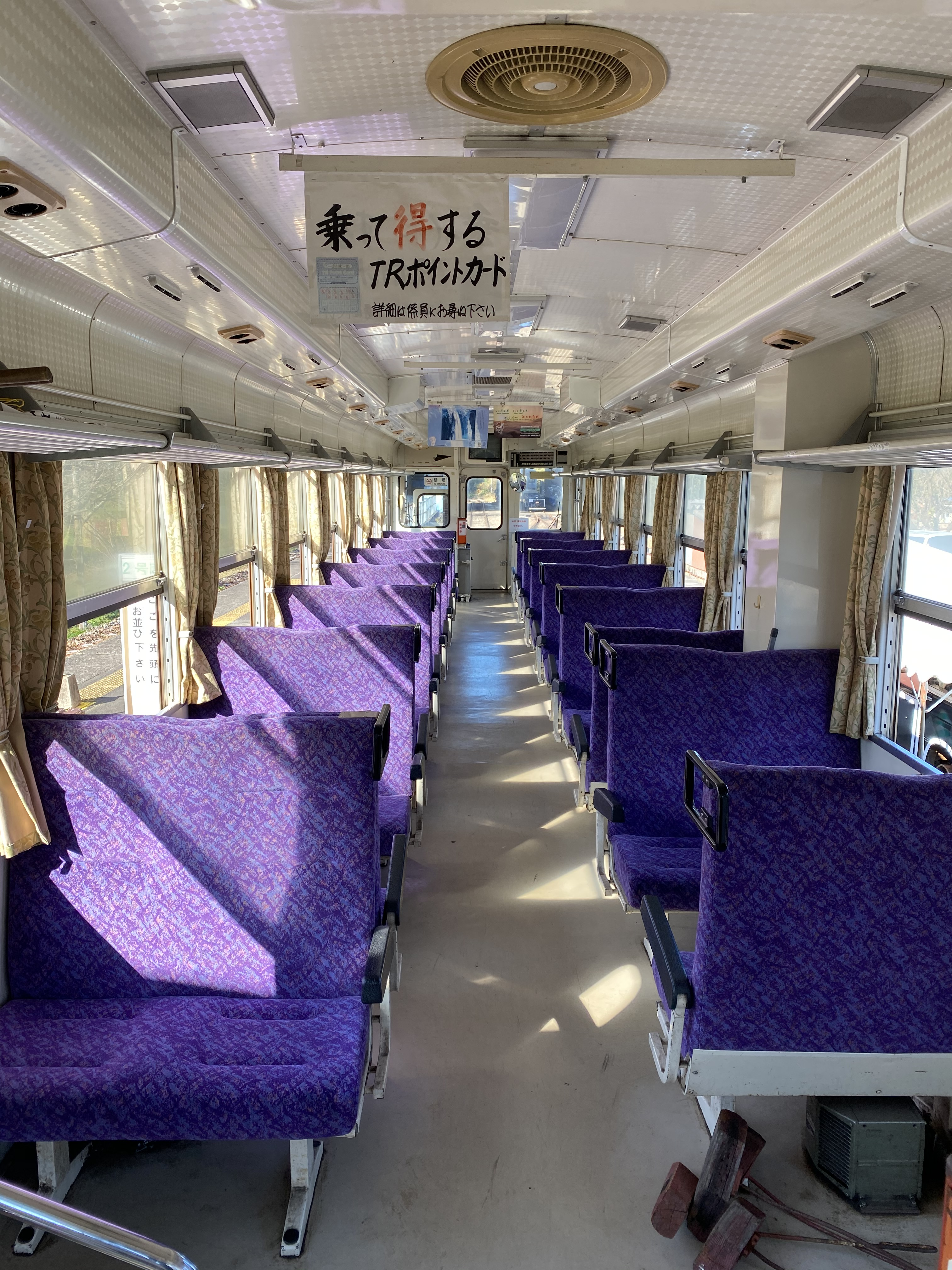

## 走行装置
エンジンは、新潟鐵工所製DMF13HSディーゼルエンジンを1基搭載、定格出力183 kW（250 PS） / 1,900 rpmで使用された。動力は新潟コンバーター製TACN-22-1100液体変速機を介して2軸駆動の台車に伝達される。台車は上枕空気ばね、軸ばね式NP120D/Tが採用された。制動装置は機関・排気ブレーキ併用のDE1A自動空気ブレーキである。

## 空調装置
暖房装置はエンジン排熱を利用した温風式である。冷房装置は能力25.6 kW（22,000 kcal/h）のものが設置された。

## 車歴

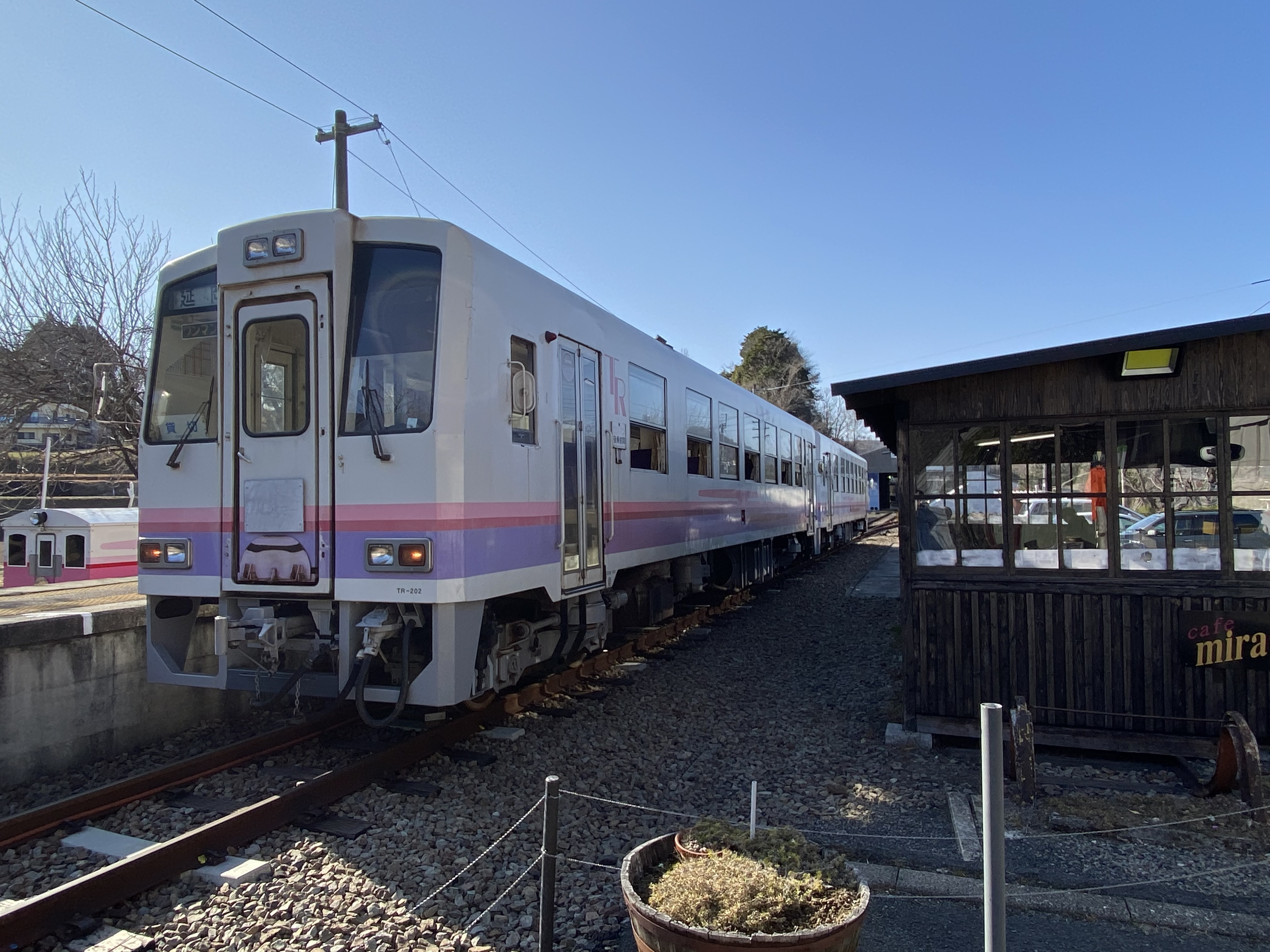
TR-202・101の連結（運転体験会にて）

| 形式   | 車両番号 | 愛称     | 製造      | 廃車       |
| ------ | -------- | -------- | --------- | ---------- |
| TR-100 | 101      | しろやま | 1989年4月 | 2008年12月 |
| TR-100 | 102      | わかあゆ | 1989年4月 | 2008年12月 |
| TR-100 | 103      | ひえい   | 1989年4月 | 2008年12月 |
| TR-100 | 104      | せいうん | 1989年4月 | 2008年12月 |
| TR-100 | 105      | かりぼし | 1989年4月 | 2008年12月 |
| TR-200 | 201      | かぐら   | 1989年4月 | 2008年12月 |
| TR-200 | 202      | うんかい | 1989年4月 | 2008年12月 |

## 運用
1989年（平成元年）4月28日にJR九州高千穂線延岡駅 - 高千穂駅間50.0 kmが第三セクター高千穂鉄道に移管されることに伴い、TR-100形5両、TR-200形2両が新潟鐵工所で製造された。移管にあたっては、延岡に地理的に近い自治体がバス転換を主張する一方、遠い自治体が鉄道存続を主張、宮崎県が仲裁して鉄道存続が決定している。開業にあたり、下り列車で20分、上り列車で10分の運転時間短縮、列車本数倍増、快速列車設定などの利便性向上策がとられた。1990年代中頃までは輸送人員は横ばいとなっていたが以降は減少に転じた。2005年（平成17年）9月6日に九州地方を襲った台風14号の影響で橋梁2箇所が流出するなど甚大な被害を受け列車運行を休止、部分復旧なども模索されたが実現せず、2008年（平成20年）12月までに全線が廃止された。運行休止時にはTR-102が延岡駅に、他6両が高千穂駅にあり、そのままの状態で保管されていたが、TR-201は阿佐海岸鉄道に無償譲渡されて同社のASA-300形ASA-301となり2020年11月まで運用されたほか、TR-104、TR-105は日之影町に譲渡され、日之影温泉駅跡で保存、TR-101、202は高千穂駅跡で保存され、不定期ではあるが運転体験が行われている。事前に予約すれば、随時運転体験が可能である。運転体験のメニューは高千穂あまてらす鉄道に問い合わせることで確認できる。TR-102は延岡駅で、TR-103は譲渡の話もあったものの実現せず、高千穂駅でそれぞれ2008年（平成20年）に解体されている。

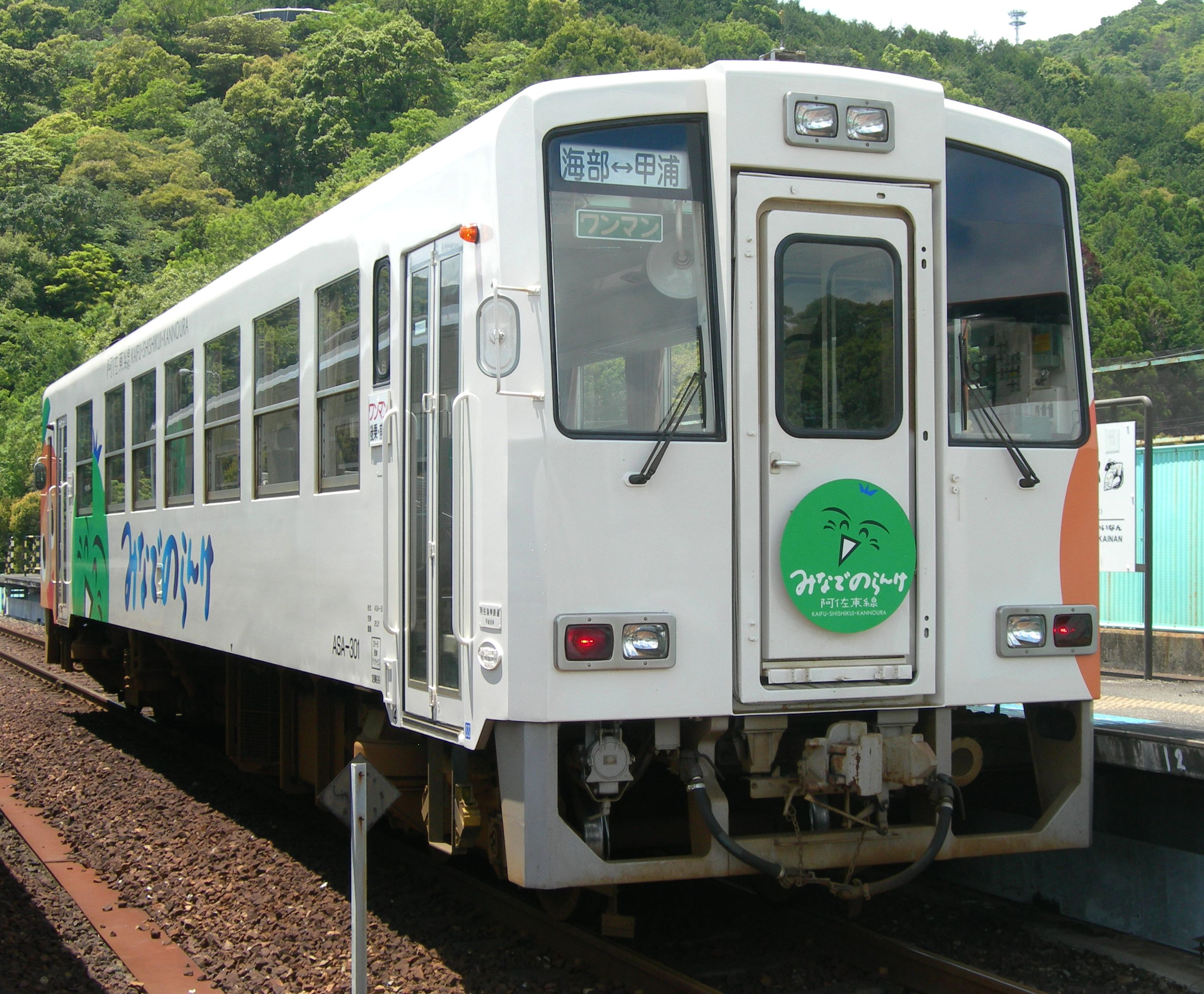
阿佐海岸鉄道に譲渡され2020年11月まで運用されたTR-201→ASA-301
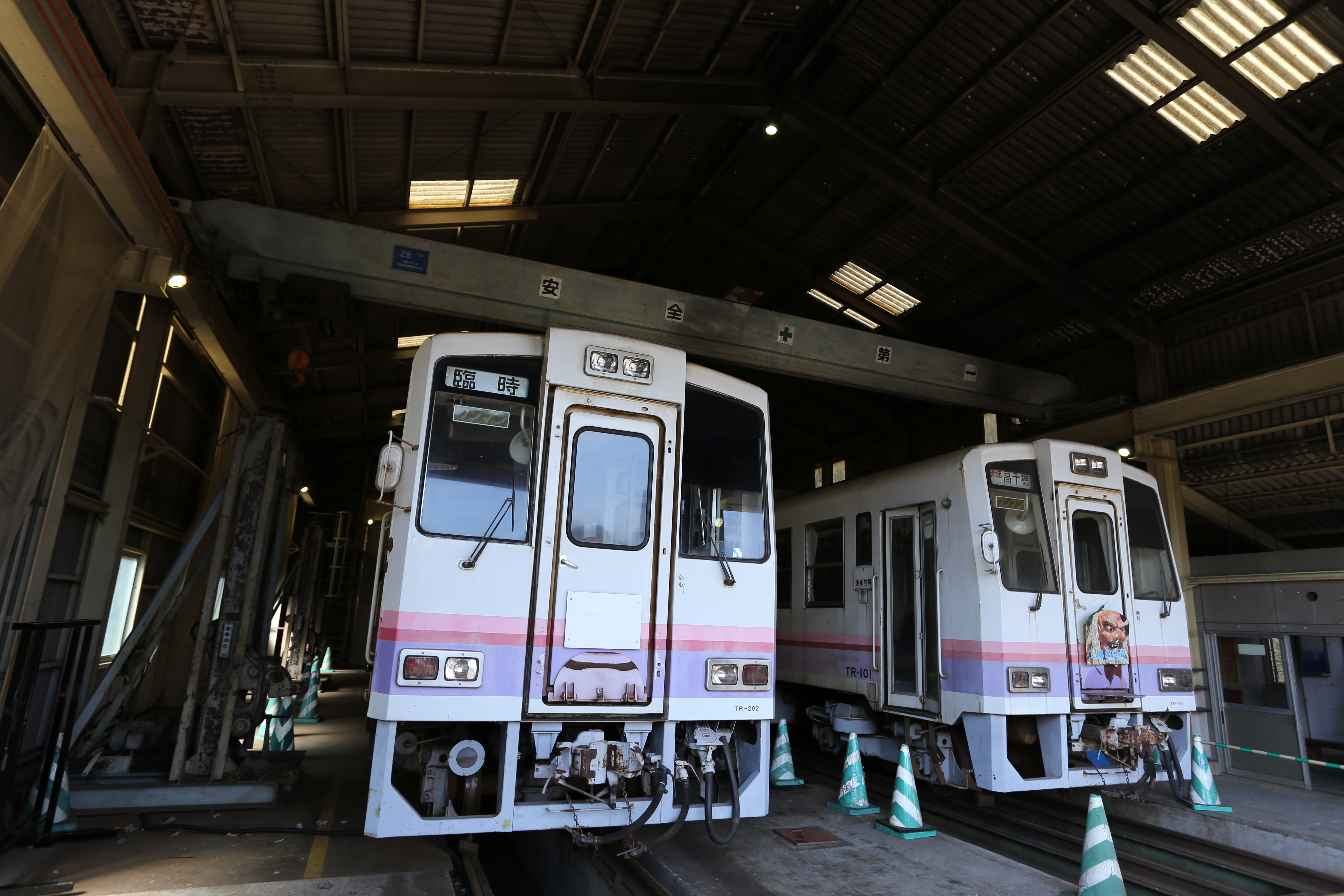
高千穂駅跡に保存されているTR-202とTR-101
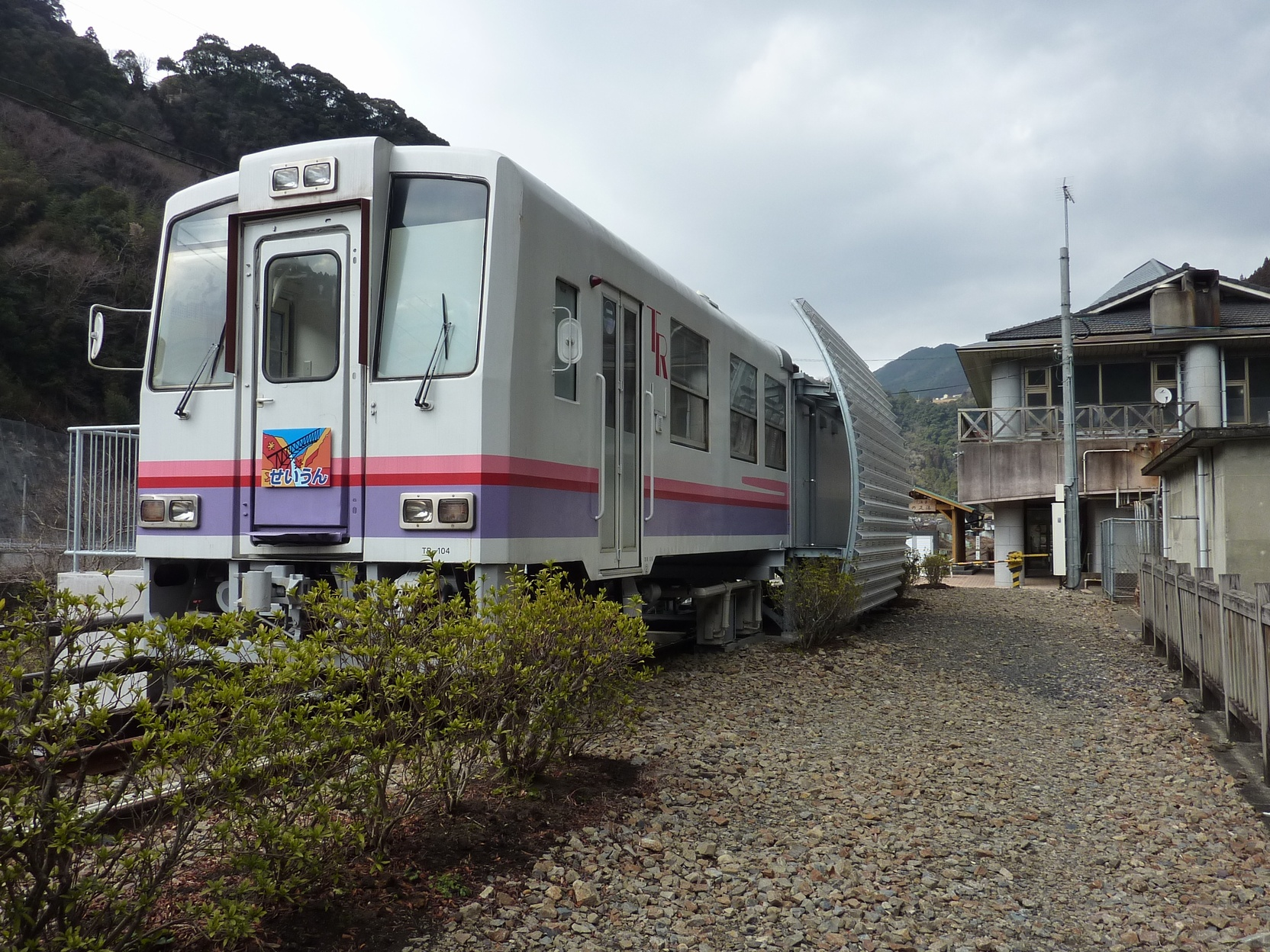
日之影温泉駅跡で宿泊施設として利用されるTR-104
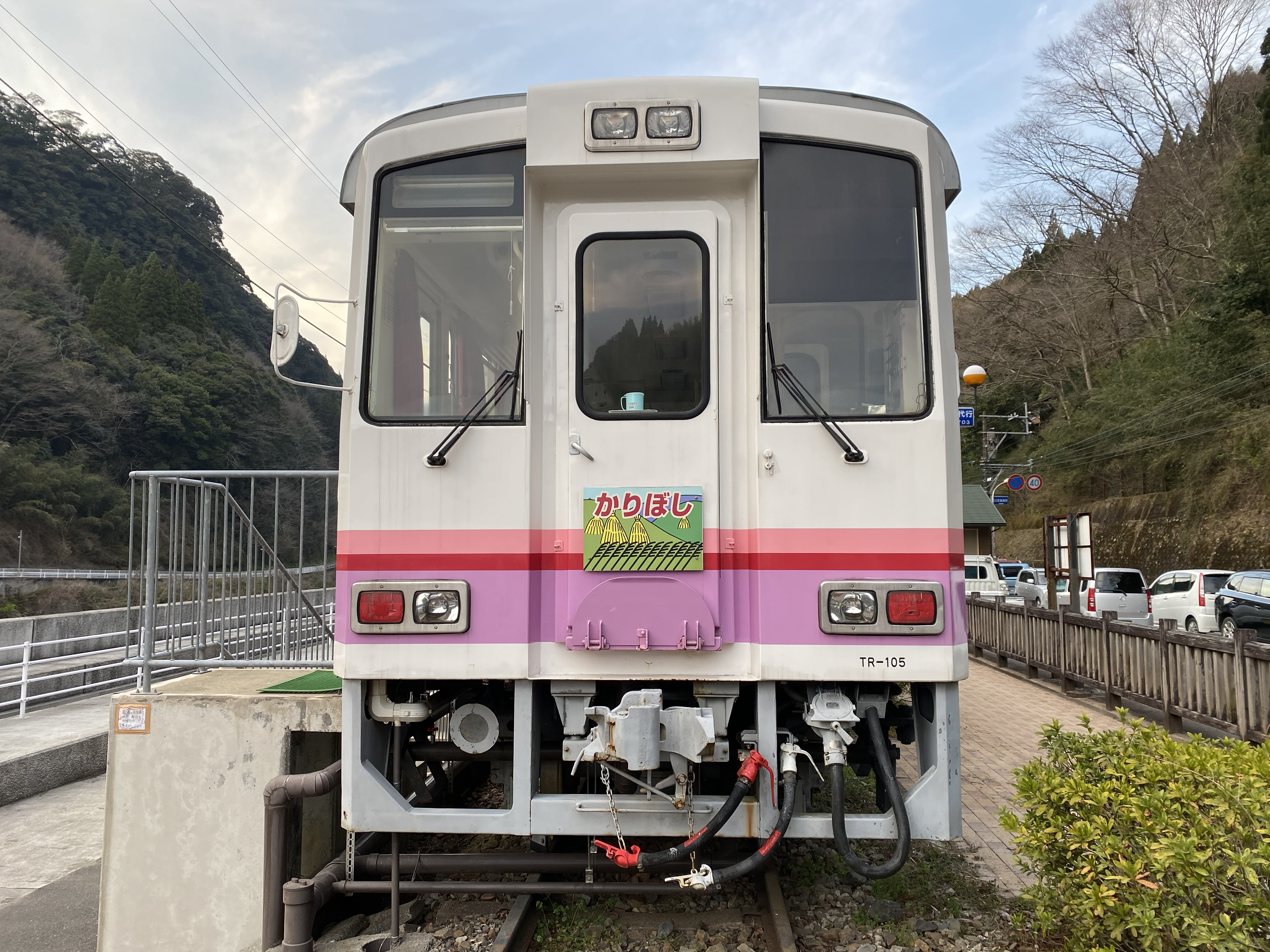
日之影温泉駅に保存されているTR-105

### 書籍
- 寺田 祐一『私鉄気動車30年』JTBパブリッシング、2006年。ISBN 4-533-06532-5。

### 雑誌記事
- 『鉄道ピクトリアル』通巻496号「新車年鑑1988年版」（1988年5月・電気車研究会）
  - 若桜鉄道（株）運輸課長 長廻勲「若桜鉄道WT2500形」 pp. 174

- 『鉄道ピクトリアル』通巻534号「新車年鑑1990年版」（1990年10月・電気車研究会）
  - 藤井 信夫・大幡 哲海・岸上 明彦「各社別車両情勢」 pp. 180-197
  - 高千穂鉄道（株）鉄道部長 久保田 敏之「高千穂鉄道TR-100・200形」 pp. 241
  - 「民鉄車両諸元表」 pp. 284-287
  - 「1990年度車両動向」 pp. 287-302

- 『鉄道ピクトリアル』通巻658号「<特集> レールバス」（1998年9月・電気車研究会）
  - 「第三セクター・私鉄向け 軽快気動車の発達 新潟鉄工所 NDC」 pp. 32-35
  - 高嶋修一「第三セクター・私鉄向け軽快気動車の系譜」 pp. 42-55

- 『レイルマガジン』通巻230号付録（2002年11月・ネコ・パブリッシング）
  - 岡田誠一「民鉄・第三セクター鉄道 現有気動車ガイドブック2002」 pp. 1-32

- 『レイルマガジン』通巻250号（2004年7月・ネコ・パブリッシング）
  - 寺田 祐一「私鉄・三セク気動車 141形式・585輌の今!」 pp. 4-50

- 『鉄道ピクトリアル』通巻795号「鉄道車両年鑑2007年版」（2007年10月・電気車研究会）
  - 岸上 明彦「2006年度民鉄車両動向」 pp. 116-141

- 『鉄道ファン』通巻577号（2009年5月・交友社）
  - 斎藤 幹雄「高千穂鉄道 車両搬出作業実施」 pp. 149-151

- 『鉄道ピクトリアル』通巻825号「鉄道車両年鑑2009年版」（2009年10月・電気車研究会）
  - 岸上 明彦「2008年度民鉄車両動向」 pp. 108-134

- 『鉄道ピクトリアル』通巻840号「鉄道車両年鑑2010年版」（2010年10月・電気車研究会）
  - 岸上 明彦「2009年度民鉄車両動向」 pp. 116-142

### Web資料
- “台車近影 NP120D　NP120T ／ 鹿島鉄道KR-500形”.   鉄道ホビダス (2008年5月21日). 2017年11月19日閲覧。